# Getashen
Getashen (en arménien Գետաշեն ; jusqu'en 1946 Jafarabad) est une communauté rurale du marz d'Armavir, en Arménie. Elle compte 2 469 habitants en 2009.